# Kaljazin
Kaljazin (Russisch: Калязин) is een stad in de Russische oblast Tver. De stad ligt aan de Wolga, in het zuidoosten van de oblast, 25 kilometer ten oosten van Kasjin en 30 kilometer ten zuiden van Oeglitsj. Het aantal inwoners is 13.345 . Kaljazin is tevens het centrum van het gelijknamige bestuurlijke rayon.
De eerste schriftelijke vermelding van bewoning dateert uit de twaalfde eeuw, toen er in de laaggelegen gedeelten een nederzetting werd gebouwd. Deze nederzetting groeide aan belang toen er in de vijftiende eeuw aan de andere kant van de Wolga het Makarjevski klooster werd gebouwd. Dit was een markant complex van gebouwen.
Het klooster en de nabijgelegen sloboda werden in 1775 administratief samengevoegd tot één sloboda. Dit hield ook de toekenning in van stadstatus door Catharina de Grote. In de achttiende en negentiende eeuw groeide de stad uit tot een belangrijk handelscentrum. Tweemaal per jaar werd er een jaarmarkt gehouden. Aan het eind van die eeuw kwamen er smederijen en vilt- en kantfabrieken.
Toen de Sovjets in 1940 het Oeglitsj waterreservoir aanlegden, liet men de complete oude stad inclusief het klooster onder water lopen. De complete stad was daarvoor verplaatst naar een hoger gelegen plek verder van de rechteroever vandaan. Slechts een klein deel van de oude stad komt nog boven het waterpeil uit. De klokkentoren van de Nikolski (Heilige Nikolaas) kathedraal is op kilometers afstand te zien.
In 2001 kwam Kaljazin in het nieuws toen er in de buurt een chartervliegtuig van het type Iljoesjin Il-18 neerstortte. 25 personen lieten het leven.

## Demografie
| 1897  | 1913  | 1926  | 1939   | 1959   | 1970   | 1979   | 1989   | 2002   | 2010   | 2015   |
| ----- | ----- | ----- | ------ | ------ | ------ | ------ | ------ | ------ | ------ | ------ |
| 5.496 | 6.200 | 4.964 | 10.302 | 11.077 | 11.272 | 13.893 | 15.544 | 14.820 | 13.867 | 13.345 |

## Galerij

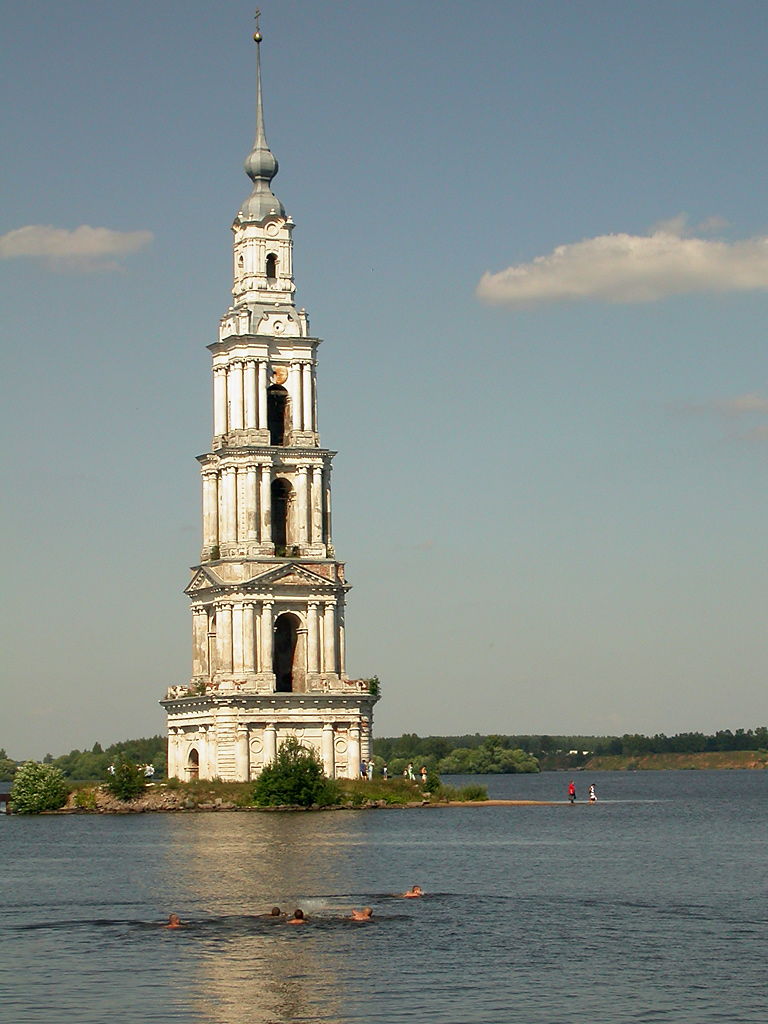
De Nikolski - Heilige Nikolaas - klokkentoren van de oude stad
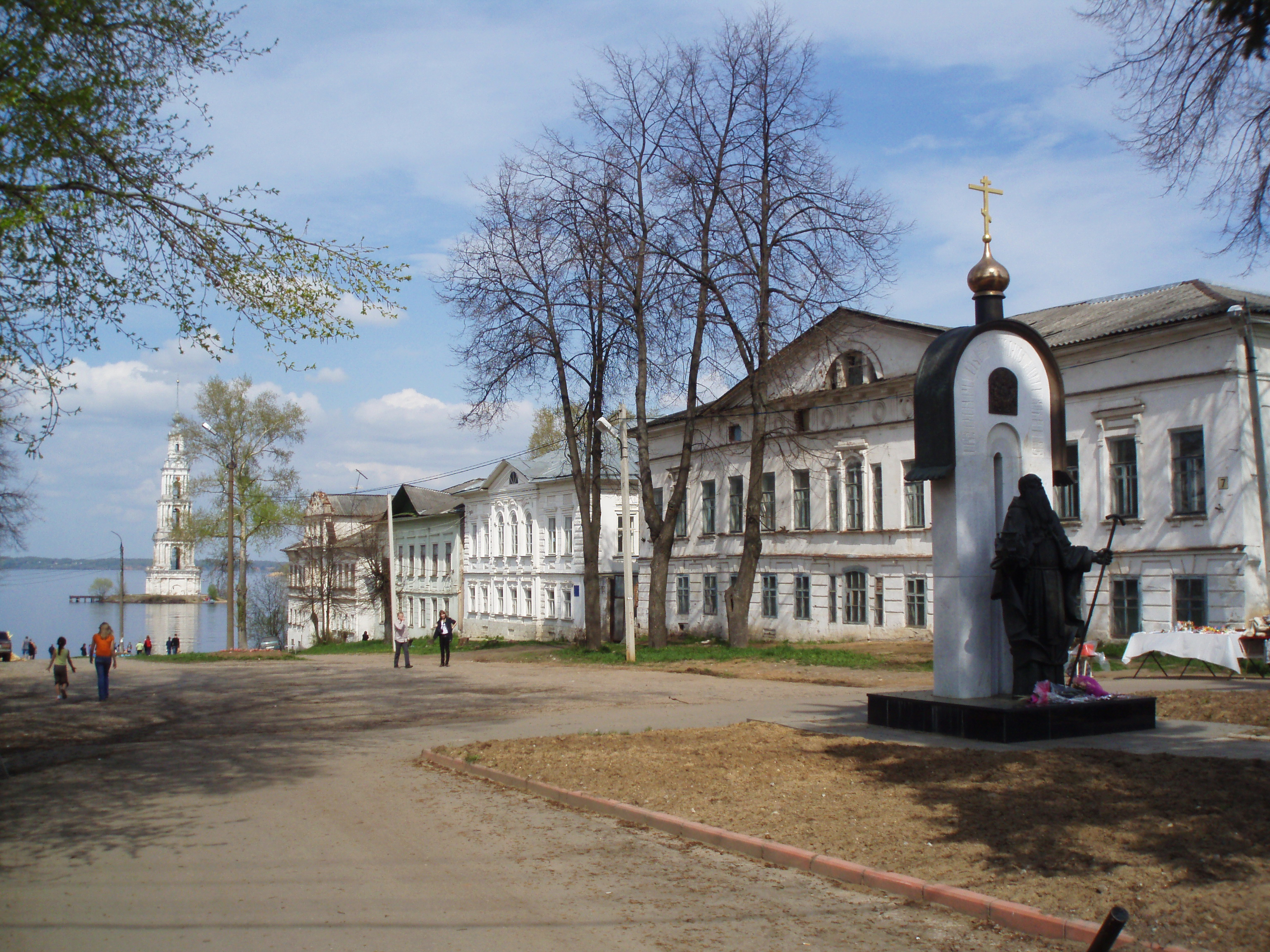
In het historische deel van de stad
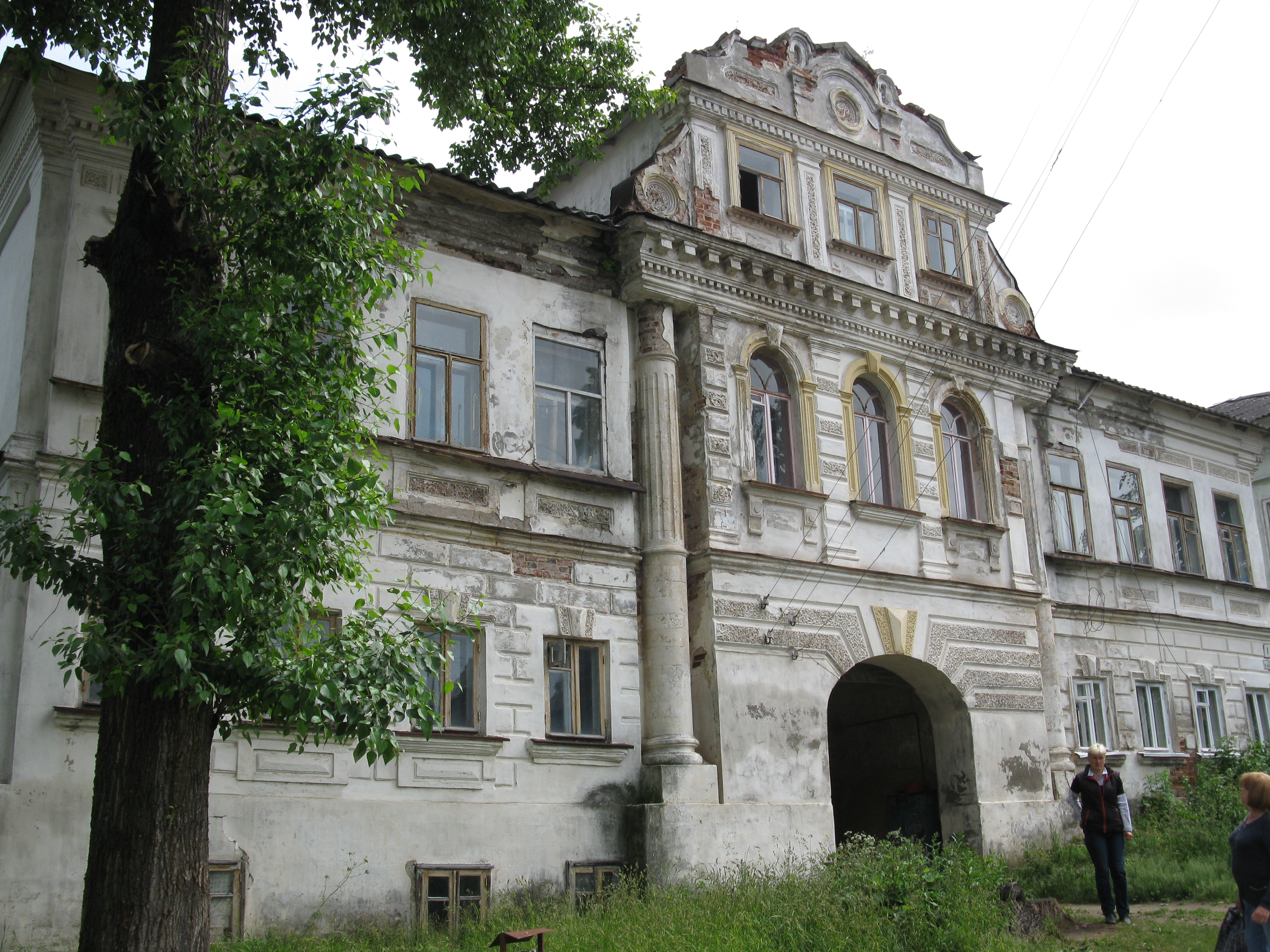
Het huis van de handelaar Rijzjkov
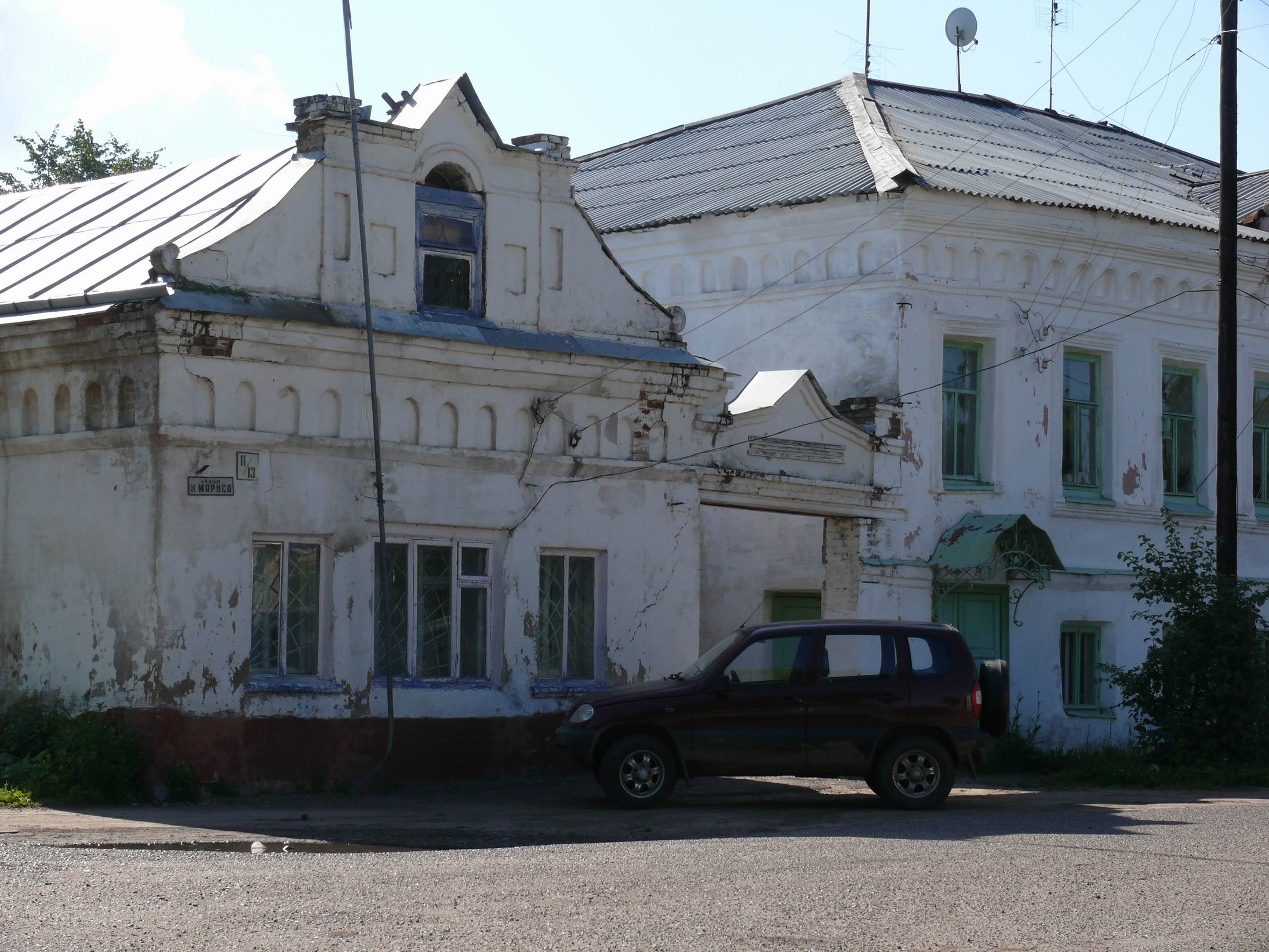
Oud gebouw in Kaljazin
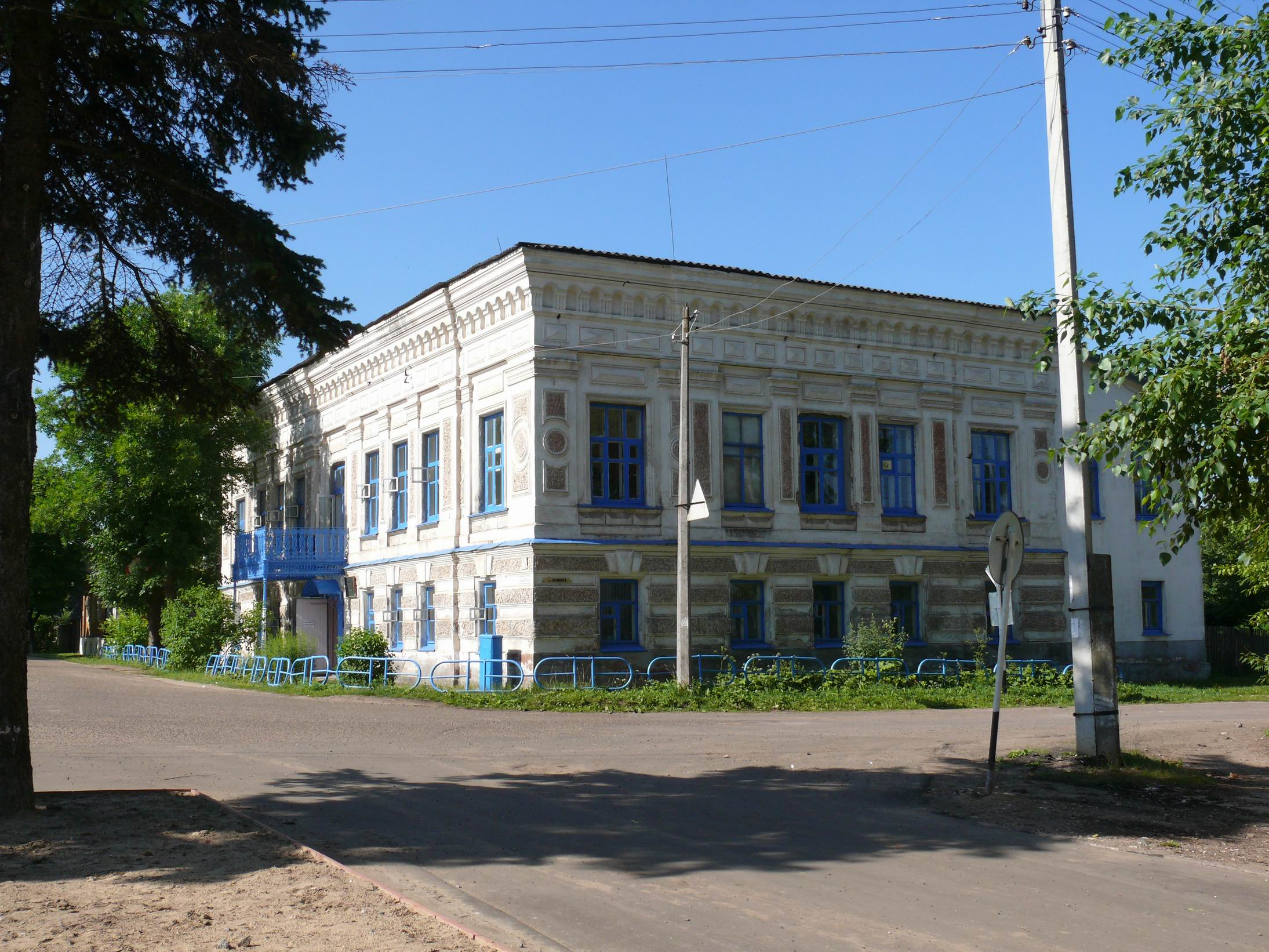
Oud gebouw in Kaljazin
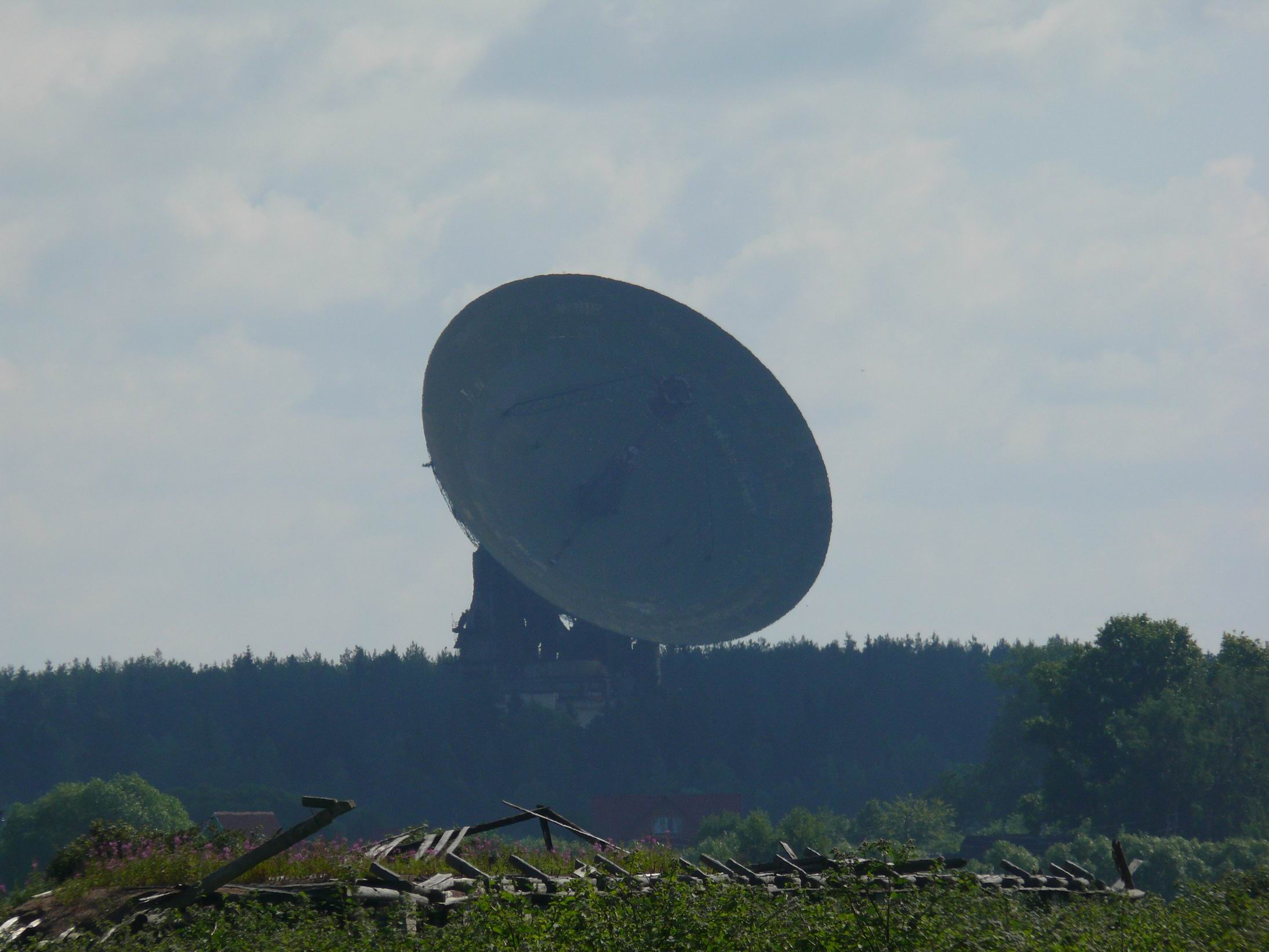
Radiotelescoop in Kaljazin
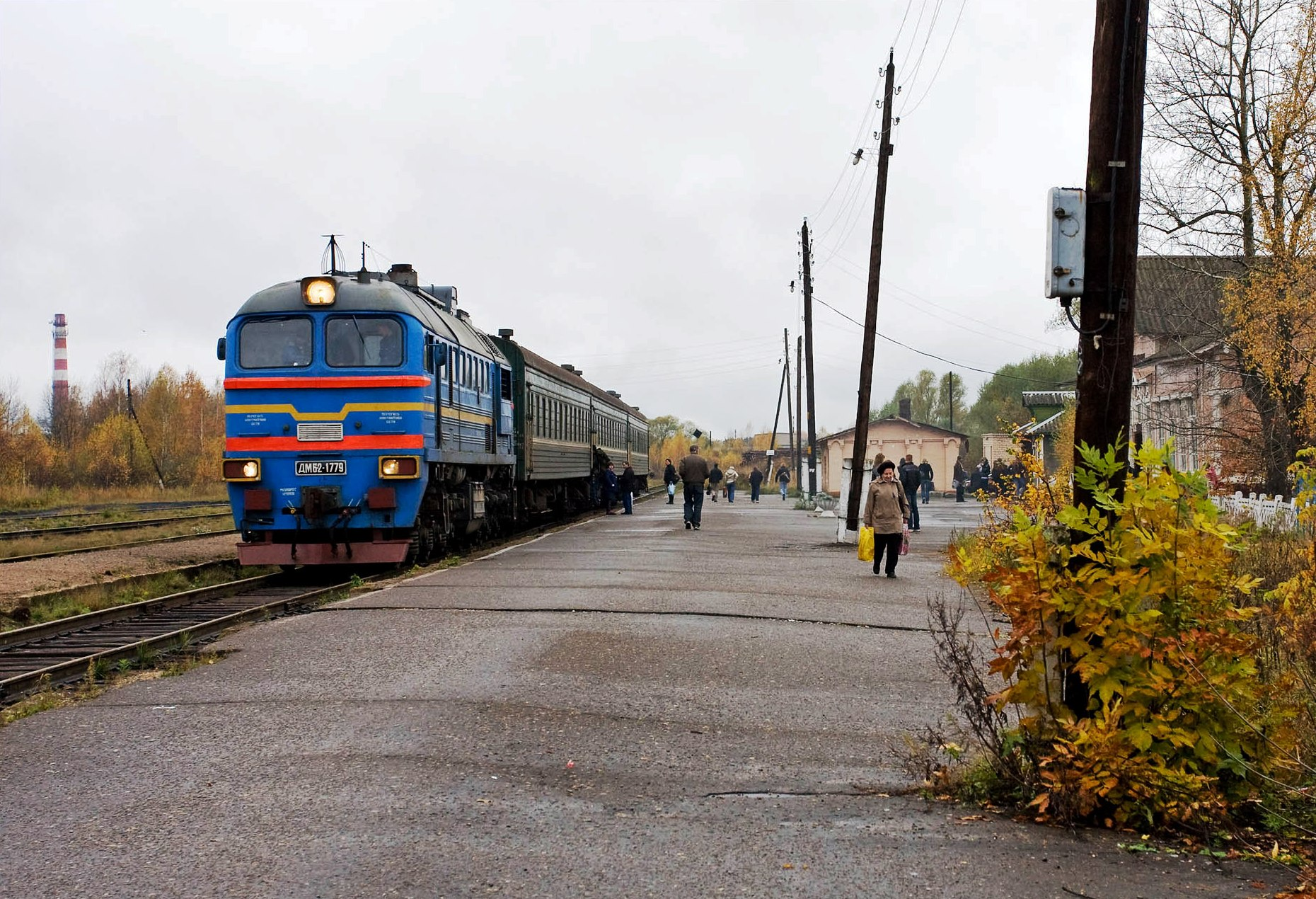
Regionale trein van Savjolovo naar Oeglitsj
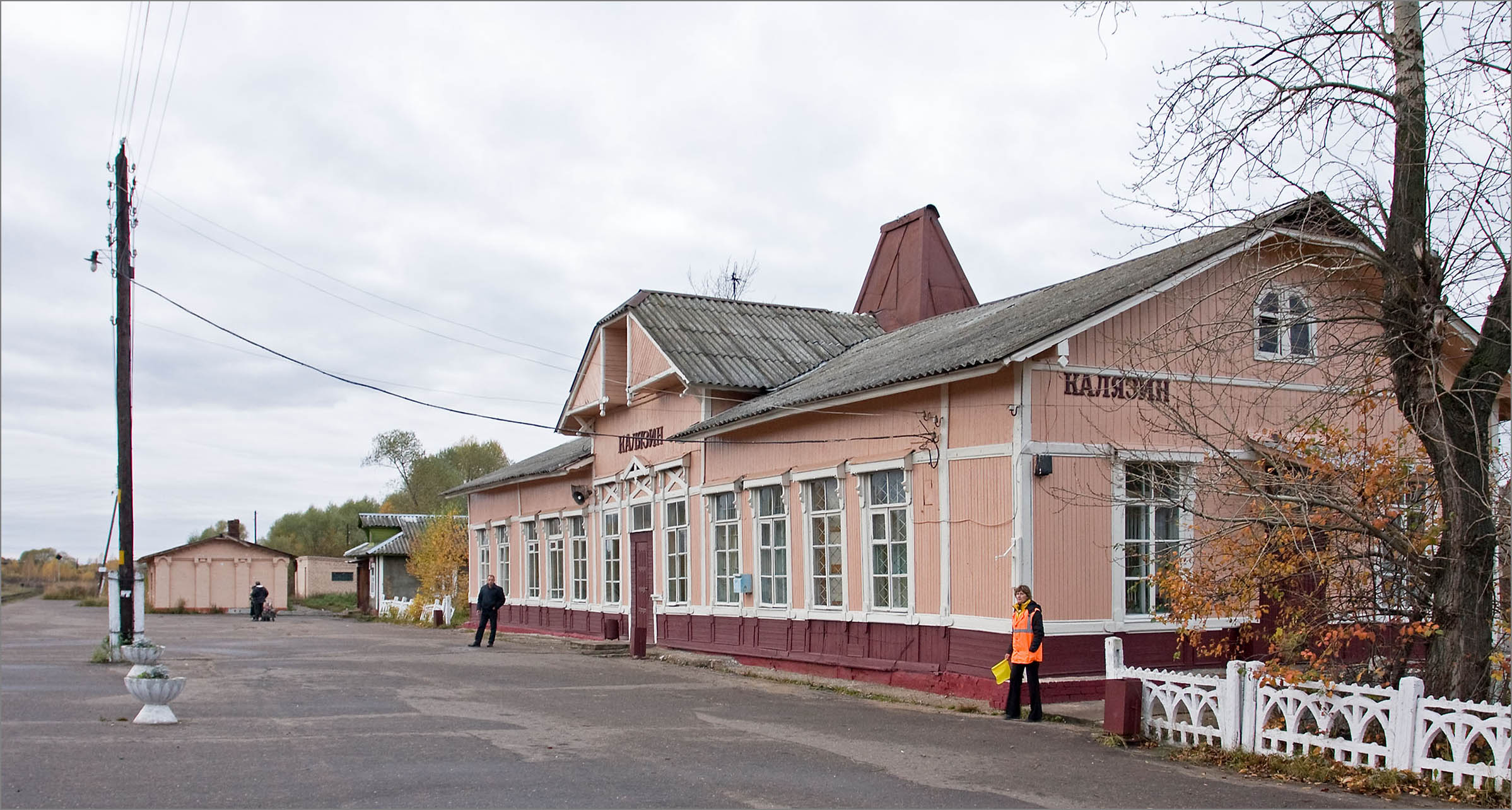
Stationsgebouw in Kaljazin (verbrandt in 2013)
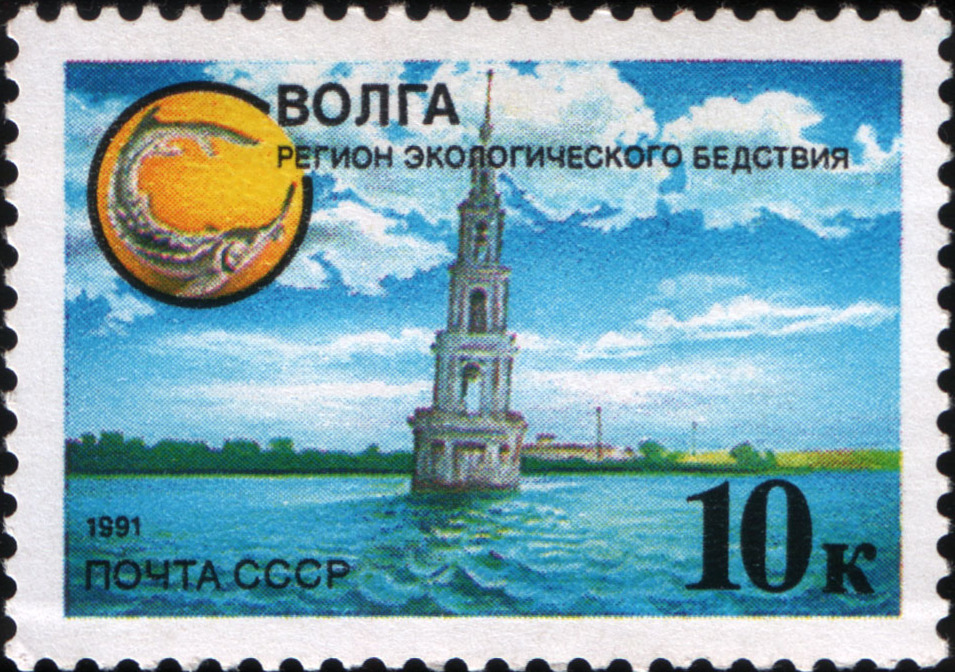
Postzegel met klokkentoren van Kaljazin

Bestuurlijk centrum: Tver 

Andreapol · Bezjetsk · Bely · Bologoje · Kasjin · Kaljazin · Kimry · Konakovo · Krasny Cholm · Koevsjinovo · Lichoslavl · Nelidovo · Oedomlja · Ostasjkov · Rzjev · Staritsa · Torzjok · Toropets · Vesjegonsk · Vysjni Volotsjok · Zapadnaja Dvina · Zoebtsov
Aleksandrov · Bogoljoebovo · Gorochovets · Goes-Chroestalny · Ivanovo · Jaroslavl · Joerjev-Polski · Kaljazin · Kideksja · Kostroma · Moerom · Moskou · Oeglitsj · Palech · Pereslavl-Zalesski · Pljos · Rostov · Rybinsk · Sergiev Posad · Soezdal · Toetajev · Vladimir